# 桑田隆幸
桑田 隆幸（くわた たかゆき、1941年6月26日 - ）は、広島県広島市出身の元サッカー日本代表選手・指導者(JFA公認C級コーチ)。日本サッカーリーグ(JSL)初代アシスト王。

## 来歴
父親がハルビンの商社に勤務していたため満洲で生まれた。1945年終戦に伴い帰国、母の郷里・広島市で育つ。父もサッカー選手、母もバレーボールの選手で、父は後に広島サッカー友の会理事長を務め、当地の小学生のサッカー普及に尽力した。1947年、戦後復活第一回の全国中等学校選手権（現・全国高等学校サッカー選手権大会）で、広島高等師範学校附属中学（現・広島大学附属高校）が超中学級の長沼健、木村現、樽谷恵三の三羽烏を擁して圧倒的な強さをみせ初優勝した。これを見てサッカーをするため、父の勧めで広島高師附属小学校（現・広島大学附属小学校）に入学。当時の小学校にサッカー部はなく、附属中学の選手のプレーをみようみまねでする。1951年、広島で国体が開かれたのを機に、広島県サッカー協会は、1953年から全大阪-全広島の定期戦を始めた。全大阪は川本泰三、岩谷俊夫、賀川浩ら、全広島は福原黎三や下村幸男、小畑実らがプレーし、桑田はスタンドの片隅で熱心に見ていた。広大附属中学に進学すると一年からレギュラー、一年上の国泰寺中学の宮本輝紀とともに、中学大会のスターになる。
1959年、広大附属高校に進学すると、二学年上の大島治男、一学年上の丹羽洋介、同級の野村尊敬、小城得達、桑原楽之、溝手顕正、船本幸路らとともに、全国高校サッカー選手権大会に出場して準優勝（1－2山城）、国体も準優勝（0－1浦和市立）。1959年、1960年、クアラルンプールで開催された第1回、第2回アジアユースサッカーの日本代表にも選ばれ1960年には主将を務めた。また、東京オリンピック（1964年）を睨んで、若い世代の発掘と育成を狙って、1959年に始まった全日本高校選抜大会（静岡県藤枝市）でも、小城、桑原、船本らと中国地区代表として選ばれ、杉山隆一らのいた東海地区代表を桑田の決勝FKで降し初代王者となった。同級の清水東の杉山隆一、宇都宮工業の松本育夫とともに"高校三羽烏"とも称される。その年は大学受験に失敗し1年浪人したが、全日本に初選出され、ヨーロッパ遠征に加わった。1960年、広島市民球場で行われたロコモティフ・モスクワ戦に東洋工業と八幡製鉄の広島出身者を中心に固められた全広島のセンターフォワードとして出場した。
1961年、早稲田大学第二商学部に進学。一年から四年間、レギュラーのインサイドとしてプレー、野村、松本育夫、二村昭雄、森孝慈、釜本邦茂らと共に同大学ア式蹴球部の黄金期を創った。1963年には日立本社(現柏レイソル)を3-0で破り、早稲田26年ぶりの天皇杯制覇に貢献。
卒業後1965年、地元の東洋工業(現マツダ)へ入社、東洋工業蹴球部(のちのマツダSC、現サンフレッチェ広島)へ入団した。
大学時代の修練が東洋工業に入って開花した。練習の虫で、その姿を見たユース時代からのライバルで同学だった松本育夫が、放蕩を改め立ち直るきっかけになったと話している。二年目からは中心選手となり、小城、桑原楽、船本、石井義信、小沢通宏、今西和男らと、天皇杯優勝3回、JSL優勝5回に貢献した。相手に嫌がられるテクニシャンで、また2列目から飛び出し、突進して目のさめるシュートでゴールを奪うMFとして活躍、特に大学時代から共にプレーした左ウイング・松本とは抜群のコンビを見せた。JSL初年度の1965年、東洋工業は全14試合で44得点を挙げているが、桑田はチーム得点王（桑田11、岡光・小城9、松本8、桑原楽7）であり、また同年第14節・対ヤンマー戦で記録した11-0（最多得点及び最多得失点差11点はJSL最高記録）のうち、桑田一人で5得点を叩きだす（小城4、松本2
）など、得点能力に優れていた。一年目は11得点で得点2位、二年目にはパスを出すタイミングがよくなり、1966年の第2回日本サッカーリーグでアシスト王に輝く（第1回大会はアシスト制度そのものがなかったため、同リーグ初代アシスト王）。
日本代表には、1960年から1967年まで選出された。1962年8月にジャカルタで開催された第4回アジア大会に日本代表として出場（第1戦のタイ代表戦では1ゴールをマーク）、オリンピック出場はならなかったが、ムルデカ大会など1960年代に開催された親善試合（国際Aマッチ以外も含む）で活躍している。
1969年に家業を継ぐことになり東洋工業を退社すると、他チームの守備強化もあいまって東洋工業の得点力が落ちて行った。
その後は広島県1部リーグの広島FC監督などを務め、2004年3月から岡光龍三の後を受け、広島経済大学サッカー部監督に就任した。中国地方大学サッカー界の強豪チームに仕立て上げ、第57回全日本大学サッカー選手権大会では広経大初となるベスト8入りに導いた。2012年を持って同大学監督を退任した。

## 所属クラブ
- 広島大学附属小学校
- 広島大学附属中学校
- 1957年 - 1959年 : 広大附属高校
- 1961年 - 1964年 : 早稲田大学
- 1965年 - 1969年 : 東洋工業蹴球部

## 指導歴
- 2004年 - 2012年 : 広島経済大学サッカー部監督
- 200?年 - 現在 : セントラル吉島フットボールクラブ代表・監督

## 個人成績
| 国内大会個人成績 | 国内大会個人成績 | 国内大会個人成績 | 国内大会個人成績 | 国内大会個人成績 | 国内大会個人成績 | 国内大会個人成績 | 国内大会個人成績 | 国内大会個人成績 | 国内大会個人成績 | 国内大会個人成績 | 国内大会個人成績 |
| 年度             | クラブ           | 背番号           | リーグ           | リーグ戦         | リーグ戦         | リーグ杯         | リーグ杯         | オープン杯       | オープン杯       | 期間通算         | 期間通算         |
| 年度             | クラブ           | 背番号           | リーグ           | 出場             | 得点             | 出場             | 得点             | 出場             | 得点             | 出場             | 得点             |
| 日本             | 日本             | 日本             | 日本             | リーグ戦         | リーグ戦         | -                | -                | 天皇杯           | 天皇杯           | 期間通算         | 期間通算         |
| ---------------- | ---------------- | ---------------- | ---------------- | ---------------- | ---------------- | ---------------- | ---------------- | ---------------- | ---------------- | ---------------- | ---------------- |
| 1965             | 東洋             |                  | JSL              | 14               | 11               | -                | -                |                  |                  |                  |                  |
| 1966             | 東洋             |                  | JSL              | 14               | 6                | -                | -                |                  |                  |                  |                  |
| 1967             | 東洋             |                  | JSL              | 14               | 9                | -                | -                |                  |                  |                  |                  |
| 1968             | 東洋             |                  | JSL              | 13               | 7                | -                | -                |                  |                  |                  |                  |
| 1969             | 東洋             |                  | JSL              | 7                | 1                | -                | -                |                  |                  |                  |                  |
| 通算             | 日本             | 日本             | JSL              | 62               | 34               | -                | -                |                  |                  |                  |                  |
| 総通算           | 総通算           | 総通算           | 総通算           | 62               | 34               | -                | -                |                  |                  |                  |                  |

## 代表歴

### 出場大会
- アジア競技大会(1962)

### 試合数
- 国際Aマッチ 5試合 2得点(1961-1962)[1]

| 日本代表 | 国際Aマッチ | 国際Aマッチ | その他 | その他 | 期間通算 | 期間通算 |
| 年       | 出場        | 得点        | 出場   | 得点   | 出場     | 得点     |
| -------- | ----------- | ----------- | ------ | ------ | -------- | -------- |
| 1960     | 0           | 0           | 4      | 2      | 4        | 2        |
| 1961     | 2           | 1           | 3      | 2      | 5        | 3        |
| 1962     | 3           | 1           | 3      | 0      | 6        | 1        |
| 1963     | 0           | 0           | 2      | 0      | 2        | 0        |
| 1964     | 0           | 0           | 0      | 0      | 0        | 0        |
| 1965     | 0           | 0           | 0      | 0      | 0        | 0        |
| 1966     | 0           | 0           | 6      | 1      | 6        | 1        |
| 1967     | 0           | 0           | 2      | 0      | 2        | 0        |
| 通算     | 5           | 2           | 20     | 5      | 25       | 7        |

### 出場
| No. | 開催日         | 開催都市         | スタジアム                 | 対戦相手     | 結果 | 監督     | 大会         |
| --- | -------------- | ---------------- | -------------------------- | ------------ | ---- | -------- | ------------ |
| 1.  | 1961年05月28日 | 東京都           | 国立霞ヶ丘競技場陸上競技場 | マラヤ       | ○3-2 | 高橋英辰 | 国際親善試合 |
| 2.  | 1961年08月15日 | シンガポール     |                            | インドネシア | ●0-2 | 高橋英辰 | 国際親善試合 |
| 3.  | 1962年08月25日 | インドネシア     |                            | タイ         | ○3-1 | 高橋英辰 | アジア大会   |
| 4.  | 1962年09月15日 | クアラルンプール |                            | ビルマ       | ●1-3 | 高橋英辰 | ムルデカ大会 |
| 5.  | 1962年09月21日 | シンガポール     |                            | シンガポール | ●1-2 | 高橋英辰 | 国際親善試合 |

### 得点数
| No. | 開催日         | 開催地       | 会場                       | 相手   | 結果 | 大会         |
| --- | -------------- | ------------ | -------------------------- | ------ | ---- | ------------ |
| 1   | 1961年05月28日 | 東京都       | 国立霞ヶ丘競技場陸上競技場 | マラヤ | ○3-2 | 国際親善試合 |
| 2   | 1962年08月25日 | インドネシア |                            | タイ   | ○3-1 | アジア大会   |